# Cedar Lake, Nipissing District
Cedar Lake är en sjö i Kanada.   Den ligger i Nipissing District och provinsen Ontario, i den sydöstra delen av landet, 220 km väster om huvudstaden Ottawa. Cedar Lake ligger 305 meter över havet. Arean är 18,0 kvadratkilometer. Den sträcker sig 4,0 kilometer i nord-sydlig riktning, och 8,8 kilometer i öst-västlig riktning.
I omgivningarna runt Cedar Lake växer i huvudsak blandskog. Trakten runt Cedar Lake är nära nog obefolkad, med mindre än två invånare per kvadratkilometer.